# Carpocoris
Carpocoris is het genus van een wants uit de familie Pentatomidae. De verschillende soorten lijken veel op elkaar.

## Verspreiding
De wantsen uit het genus Carporis zijn wijdverspreid in Europa.

## Soorten in Nederland en België
In Nederland zijn er twee zeldzame soorten. Namelijk: De Carpocoris fuscispinus, beemdkroonschildwants (oude naam: vruchtenschildwants), die vooral in het oosten van Nederland voorkomt en de Carpocoris purpureipennis, knoopkruidschildwants, die in Limburg wordt gevonden. Beide soorten lijken soms veel op elkaar. omdat beide variabel van kleur zijn. In het buitenland zijn nog meer Carpocoris-soorten, waardoor het daar voor een specialist nog moeilijker is om vanaf een foto de soort te bepalen. Nimfen zijn niet uit elkaar te houden.
- Beemdkroonschildwants (Carpocoris fuscispinus)

Variabele Kleur: Grijs-geel tot donkerbruin. Iets smallere minder puntige schouders dan de Carpocoris purpureipennis. Op veel soorten planten, met name op planten uit de Composietenfamilie (composieten) en Schermbloemenfamilie (Umbelliferae).
- Knoopkruidschildwants (Carpocoris purpureipennis)

De kleur varieert van paars naar geel-bruin. Hij heeft iets breder, puntigere schouders dan de Carpocoris fuscispinus. Op allerlei soorten planten.

## Soorten in Europa
| - Carpocoris absinthii (Wagner, 1952) - Carpocoris coreanus (Distant, 1899) - Carpocoris coreanus coreanus (Distant, 1899) - Carpocoris coreanus iranus (Tamanini, 1958) - Carpocoris eryngii (Hahn) - Carpocoris fuscispinus (Boheman, 1851) - Carpocoris fuscispinus hahni (Flor, 1856) - Carpocoris fuscispinus incerta (Tamanini, 1959) - Carpocoris fuscispinus maculosa (Tamanini, 1959) - Carpocoris fuscispinus mediterranea (Tamanini, 1959) - Carpocoris iranus (Tamanini, 1958) | - Carpocoris lunulatus (Goeze) – Antheminia lunulata (Goeze, 1778) - Carpocoris mediterraneus (Tamanini, 1959) - Carpocoris mediterraneus atlanticus (Tamanini, 1958) - Carpocoris mediterraneus maculifera (Tamanini, 1958) - Carpocoris mediterraneus mediterraneus (Tamanini, 1959) - Carpocoris melanocerus (Mulsant & Rey, 1852) - Carpocoris penicillatus - Carpocoris pudicus (Poda, 1761) - Carpocoris purpureipennis (De Geer, 1773) - Carpocoris purpureipennis japonensis (Tamanini, 1959) - Carpocoris seidenstückeri'' (Tamanini, 1959) |

## Galerij

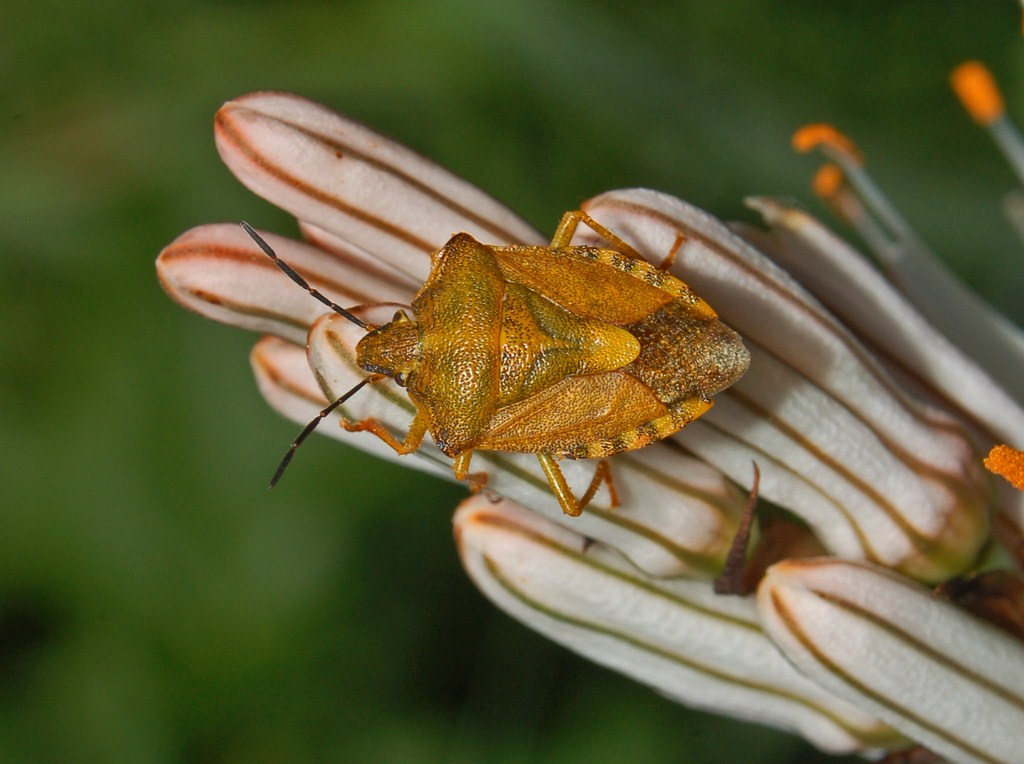
Carpocoris purpureipennis
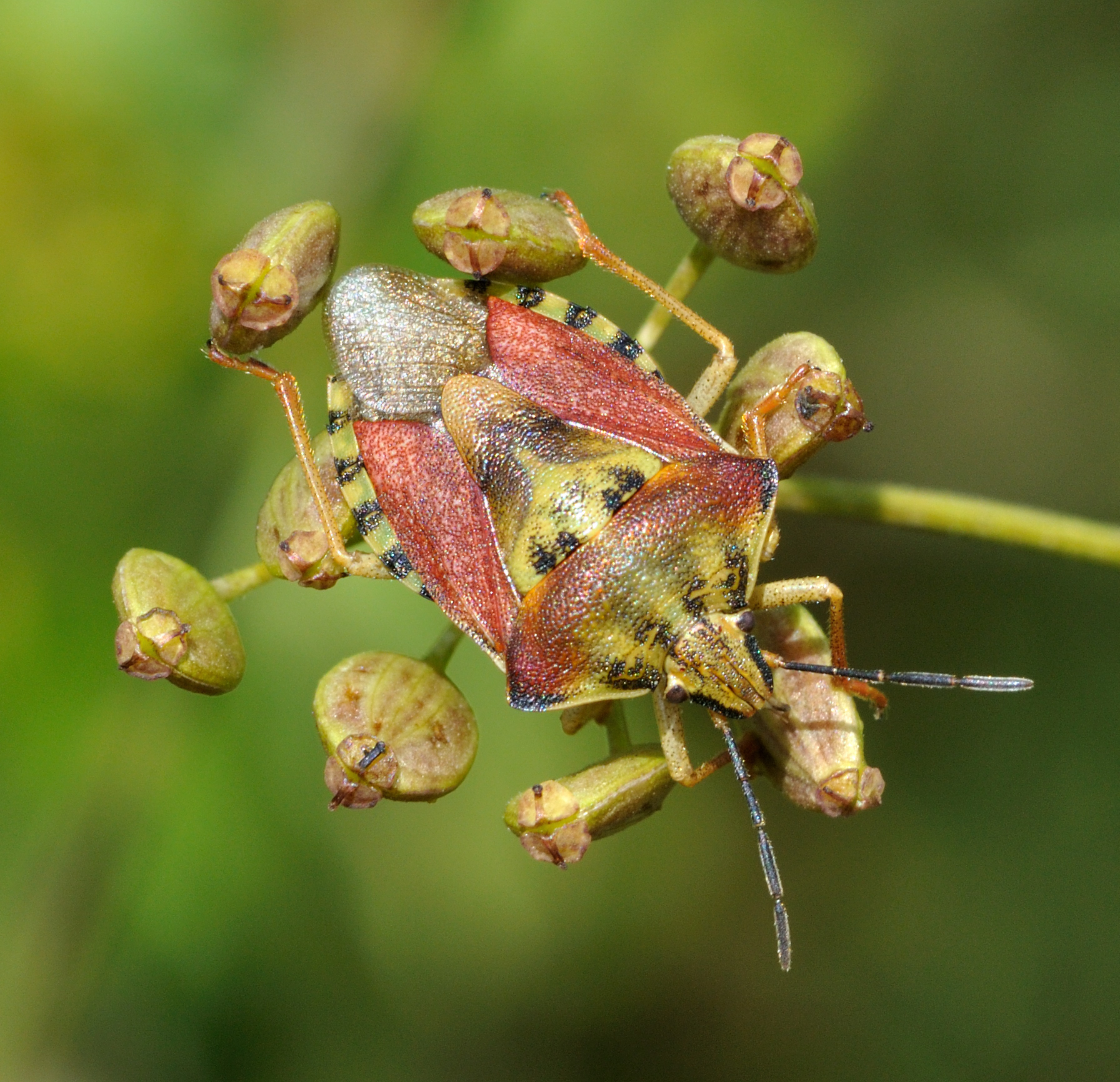
Carpocoris purpureipennis
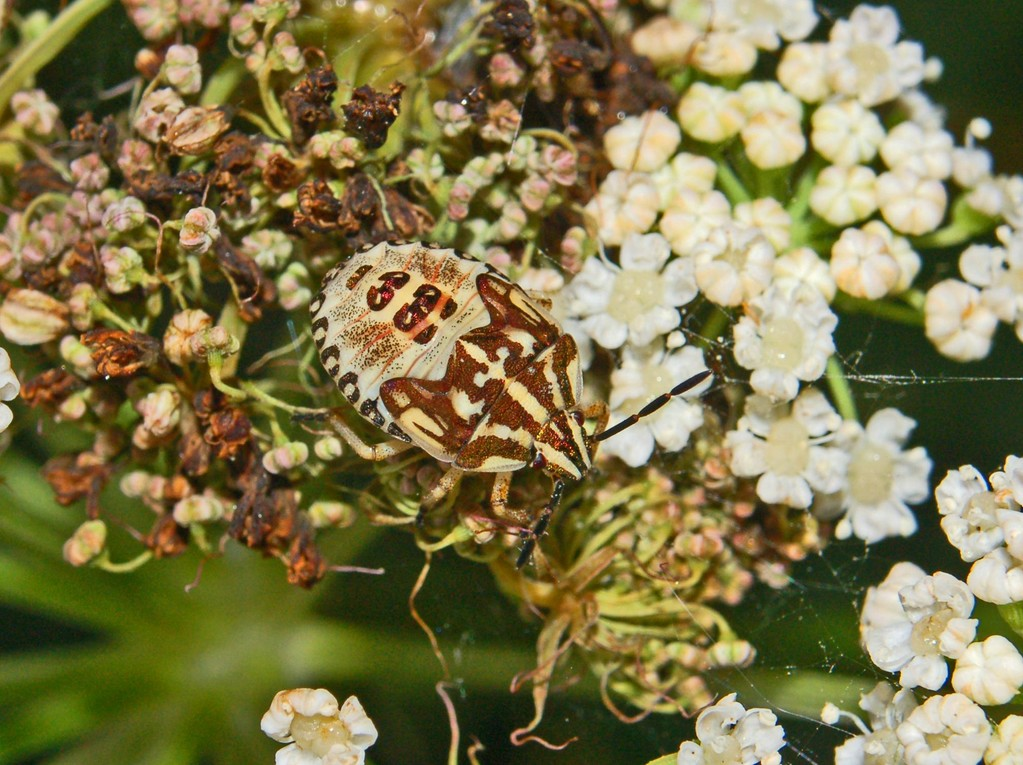
Carpocoris mediterraneus, nimf
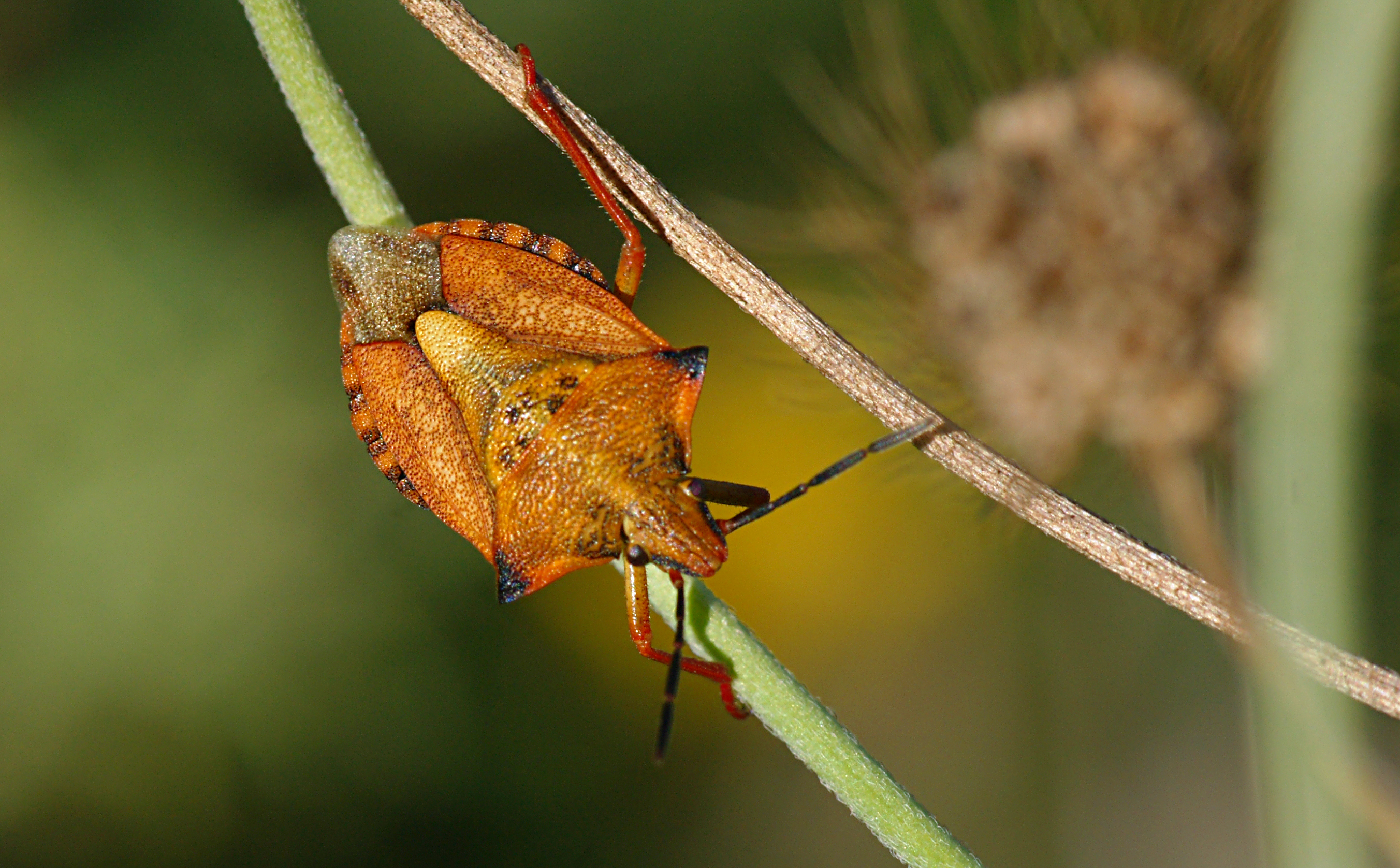
Carpocoris mediterraneus
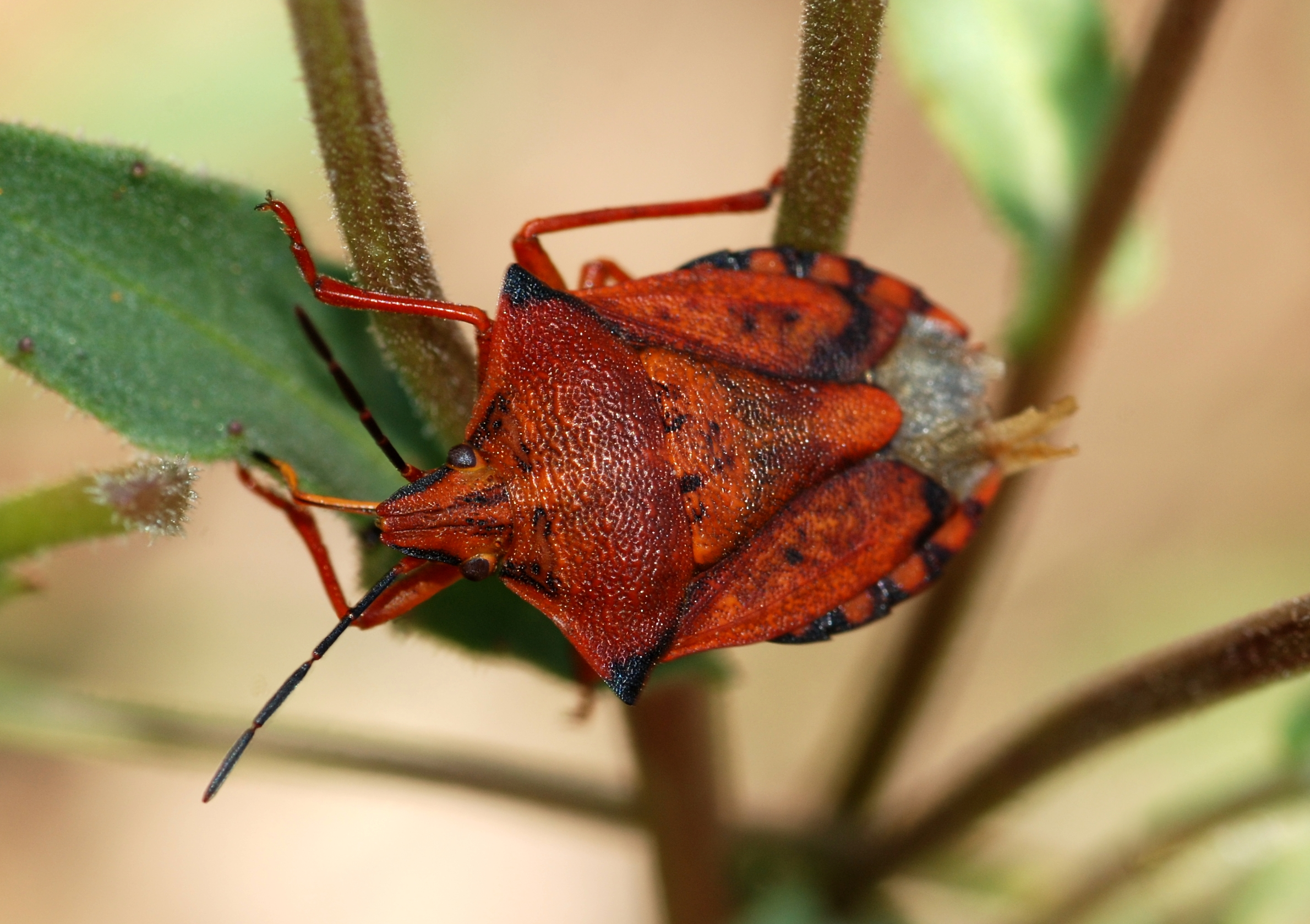
Carpocoris fuscispinus